# 세키네 아키코
세키네 아키코(関根 明子, 1959년10월 5일~2025년8월 1일)는 일본의 여자 성우 및 내레이터이다. RME 소속. 도쿄도 출신. 세이지 학원 도쿄교 제6기생 졸업.
본명:시바타 아키코 (柴田明子)(구 성:세키네(関根)). 남편은 성우인 시바타 히데카츠이다.

## 출연작품

### TV 애니메이션
1989년
- 요술공주 샐리(제2작)(봄의 여신, 온디누)

1991년
- 겟타 로보 호(뉴스 캐스터)
- 긴급발진 세이버키즈(모친)

1993년
- 고스트 스위퍼 미카미 (아야의 엄마)
- 푸른 전설 슛!(하라마츠 시즈코)
- 쓰요시 정신차려 (이시다 하루미의 엄마, 주부)

1995년
- 애니메 세계의 동화 (아줌마, 공주, 주부)

2008년
- 마스터 햄스터 (시란)
- 슈팅 바쿠간 (코드 이브)

### OVA
- Crying 프리맨(1988년, 관객)
- 영원한 피레나(1992년 왕비)
- 초등학생 유괴방지 유미 위험해!(1991년)
- 도키메키 메모리얼(1999년, 키사라기 미오)

### 게임
1989년
- 던전 익스플로러 II (여신 에리스)

1991년
- 레이디 팬텀(이레테, 소피아)

1992년
- 졸업 ~Graduation~ (카토 미카 (초대))
- Super Schwarz schild II (카르마드 하루나리오크)

1993년
- 사이보그 009 (누나)
- 던전 익스플로러II(여신 엘리스)
- 천외마경 풍운 카부키전 (죠이아)

1994년
- 도키메키 메모리얼 시리즈(키사라기 미오)

1996년
- 블루 브레이커~검보다 미소를~(와이즈)

1998년
- G.A.S.P!! 〜Fighter'sNEXTream〜（히유세 리나)

1999년
- 메구리 아이시테 (칸자키 세레나)

### 드라마 CD
- CD 시어터 드래곤 퀘스트IV(네네)
- CD 시어터 톨네코의 대모험 이상한 던전(네네)
- CD 드라마 두근두근 메모리얼 시리즈(키사라기 미오)
- 스테레오 드라마 좀 더! 두근두근 메모리얼 시리즈(키사라기 미오)
- 두근두근 메모리얼 FANTASIC 크리스마스 파티(키사라기 미오)
- 두근두근 메모리얼 보컬 베스트 컬렉션(키사라기 미오)
- 두근두근 메모리얼 보컬 베스트 컬렉션3(키사라기 미오)
- 두근두근 메모리얼 보컬 베스트 컬렉션 앵콜 스페셜(키사라기 미오)

### 나레이션
- NHK 뉴스 안녕 일본(코너 나레이션)
- 자연의 소식
- 「연속 TV 소설 사쿠라」선전
- 교육 투디
- 취미 유유~간단 페인팅~강아지는 소중한 파트너
- 중학교 이과 특별 시리즈 내레이션
- 한국 점묘
- 멋지게 정원 가꾸기 생활
  - 「아버지로의 여행」아키야마 진·토우쥬로
- BS데이베이트 어떡하지 저출산
- BS파워업! 에너지미래학원 2006
- NNN 뉴스 플러스 1(코너 내레이션)
- 더 와이드(코너 내레이션)
- 동물 기상천외! #295
- 뉴스의 숲(코너 나레이션)
- 브로드캐스터(코너 내레이션)
- FNN 슈퍼뉴스(코너 내레이션)
- 정보 선물 특종! (코너 나레이션)
- 황실 특번
- 타블로이드 TV
- 와이드! 스크램블 특집(코너 나레이션)
- 지로나가의 본모습
- 정열의 족보
- 시후쿠의 온천 여관
- 슈미트산 교토
- 소네트 채널
- 장인의 기색을 전하다
- 내셔널 지오그래픽 채널 '생명탄생'
- 내셔널 지오그래픽 채널 '새로운 침팬지'
- 호리우치 다카오 CD·문「꽃다발」이야기
- 지브리의 그림 장인 오가 카즈오 전 DVD
- 영화 「레문의 땅」네비게이션 DVD

### 무대
- 아오야마 2초메 극장 Voice Fair 2004 모모타로 전설 이문
- 「토끼는 자고 있다 아오야마 원형극장
- 「파스타와 카케소바 아오야마 원형극장
- 「설녀」 순회공연
- 「리틀 양키스」도쿄예술극장 소

### CM
- 일본 담배산업 세노비 바다새의 미래 우리들의 미래
- 타마테크 천연온천 CM
- 데아고스티니 재팬 주간 핫토리 유키오의 행복 쿠킹
- DS인잔 메서드 마스×마스프레 백칸 계산 백칸 전에 이거야!
- 폰즈 리프팅 페이스
- 미츠코시 제너럴 카탈로그 CM